# Re Lear

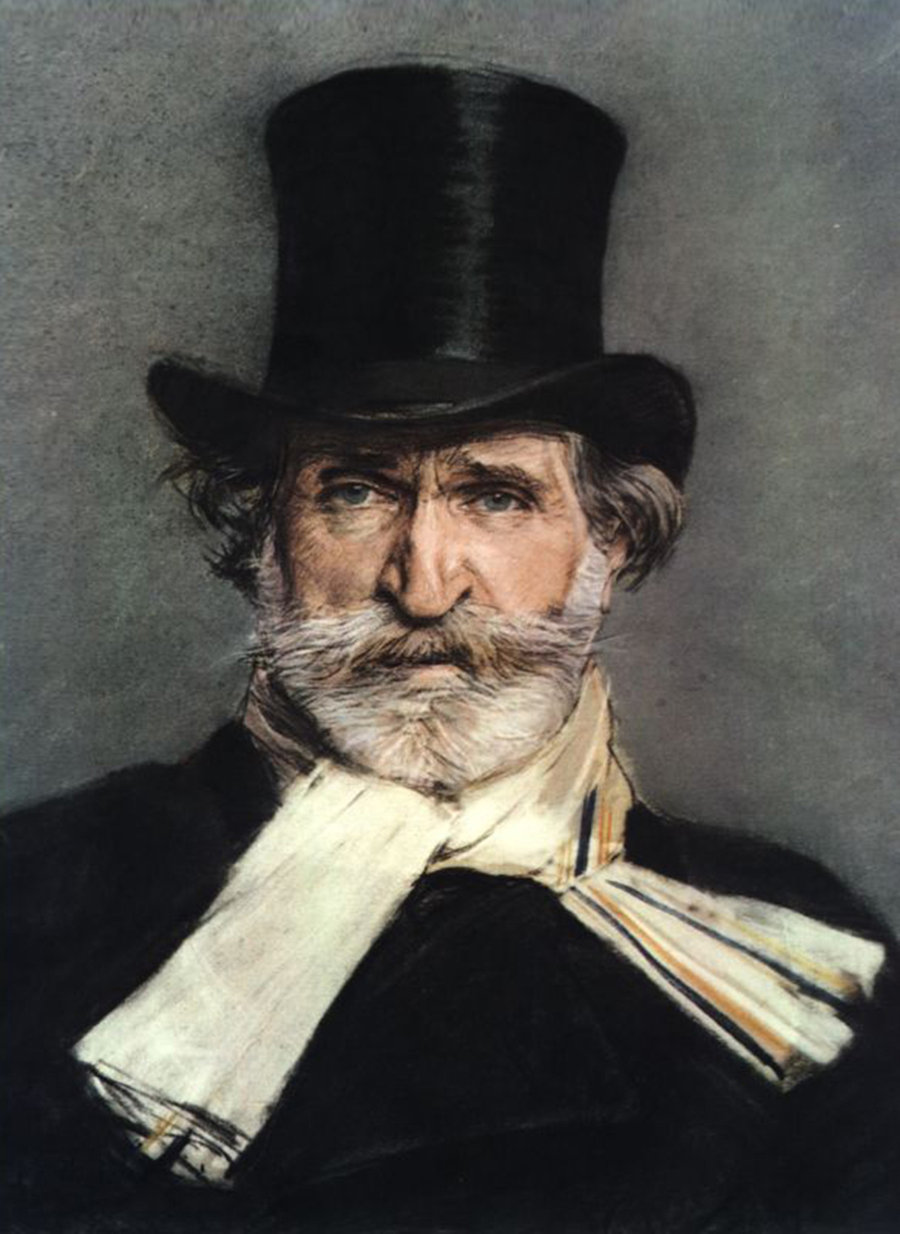
Giuseppe Verdi (Porträt von Giovanni Boldini, 1886)

Re Lear [ˈre ˈlir] (König Lear) ist ein Opernprojekt von Giuseppe Verdi (1813–1901), das nicht vollendet wurde. Verdi hat das Drama King Lear von William Shakespeare seit 1843 über fast 50 Jahre immer wieder als Stoff für eine Oper ein Betracht gezogen, aber letztlich nie zum Abschluss gebracht. In den 1850er-Jahren erarbeitete Verdi zusammen mit Antonio Somma sogar ein vollständiges Libretto, für das es aber keine schriftliche Komposition gibt. Spekulationen, es gäbe eine verschollene Partitur des Re Lear, konnten nicht bestätigt werden.

## Nicht realisierte Opern Verdis
Neben den 27 vollendeten Opern hat Verdi im Laufe seiner rund 60-jährigen Tätigkeit zahlreiche weitere Stoffe für Opern in Betracht gezogen und aus unterschiedlichen Gründen in verschiedenen Stadien der Ausführung wieder verworfen; rund 90 solche Projekte sind nachweisbar. Bis in das Stadium einer Textkonzeption kamen unter anderem Lorenzino de' Medici und Die Ahnfrau, basierend auf dem Drama von Franz Grillparzer. Einer Realisierung am nächsten kam Re Lear, mit dem Verdi sich und mehrere seiner Librettisten fast 50 Jahre lang in mehreren Anläufen beschäftigte. Nicht zuletzt interessierte Verdi an Shakespeares Drama das Vater-Tochter-Thema, das sein Werk in allen Phasen wie ein roter Faden von seiner ersten Oper Oberto (1839) über Nabucco (1842), Giovanna d’Arco (1845), Luisa Miller (1849), Stiffelio (1849), Rigoletto (1851), Simon Boccanegra (1857/1881) und La forza del destino (1862/1869) bis zu Aida (1871) durchzieht. Im Übrigen war Verdi Zeit seines Lebens ein erklärter Shakespeare-Fan, auch wenn er letztlich nur drei Shakespeare-Opern verwirklichte: als 34-Jähriger den Macbeth (1847) und schließlich seine beiden letzten Opern Otello (1887) und Falstaff (1893) im Alter von 73 bzw. 79 Jahren. Zwei weitere ihm angebotene Shakespeare-Stoffe lehnte Verdi ab:  The Tempest (1850) und Hamlet (ebenfalls 1850 und noch einmal auf 1871).

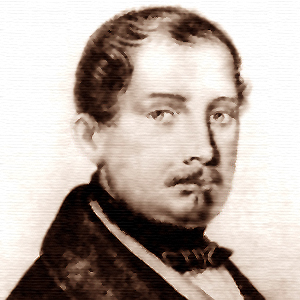
Salvadore Cammarano

## Arbeiten anRe Lear
Das Thema Re Lear tauchte 1843 erstmals in Verdis Korrespondenz auf, also noch vor der Komposition von Macbeth. Bezeichnenderweise hatte Verdi damals schon genaue Vorstellungen hinsichtlich des Sängers der Titelpartie, für den er den Bariton Giorgio Ronconi, den ersten Nabucco, verpflichten wollte. Das Projekt wurde aber schnell zugunsten des Ernani (1844) verworfen. Bereits 1845 stand Re Lear wieder auf den Liste möglicher Stoffe einer für London vorgesehenen Oper, nicht zuletzt weil Verdi für die Uraufführung in London ein "englisches" Sujet suchte; tatsächlich komponierte er dann die auf einem Byron-Stoff basierende Oper Il corsaro (1848) für Triest.
Wesentlich konkreter wurde die Beschäftigung mit Re Lear Anfang 1850, als Verdi zunächst plante, Re Lear für seinen Verleger Ricordi zu schreiben. Am 28. Februar schickte er einen detaillierten Libretto-Entwurf an Salvatore Cammarano, den späteren Librettisten seiner Oper Il trovatore. Im Begleitbrief kamen allerdings auch schon grundsätzliche Schwierigkeiten des Sujets zur Sprache, die später dann auch zum Scheitern des Projekts beitragen sollten: "Re Lear  ist auf den ersten Blick so unermesslich, so verschlungen, dass es unmöglich erscheint, daraus eine Oper zu machen." Dennoch wollte Verdi aus dem Stoff ein neuartiges Werk machen: "Ihr wisst, dass man aus dem Re Lear kein Drama in der bisher allgemein üblichen Form machen darf, sondern ihn in ganz neuer, weitgefasster Art und Weise, ohne Rücksicht auf irgendwelche Traditionen behandeln muss." Vorgesehen waren fünf Hauptrollen, für die Verdi auch schon die Stimmfächer bestimmt hatte: Lear, Cordelia, der Narr, Edmondo und Edgardo, sowie die Nebenfiguren Regana und Gonerilla.

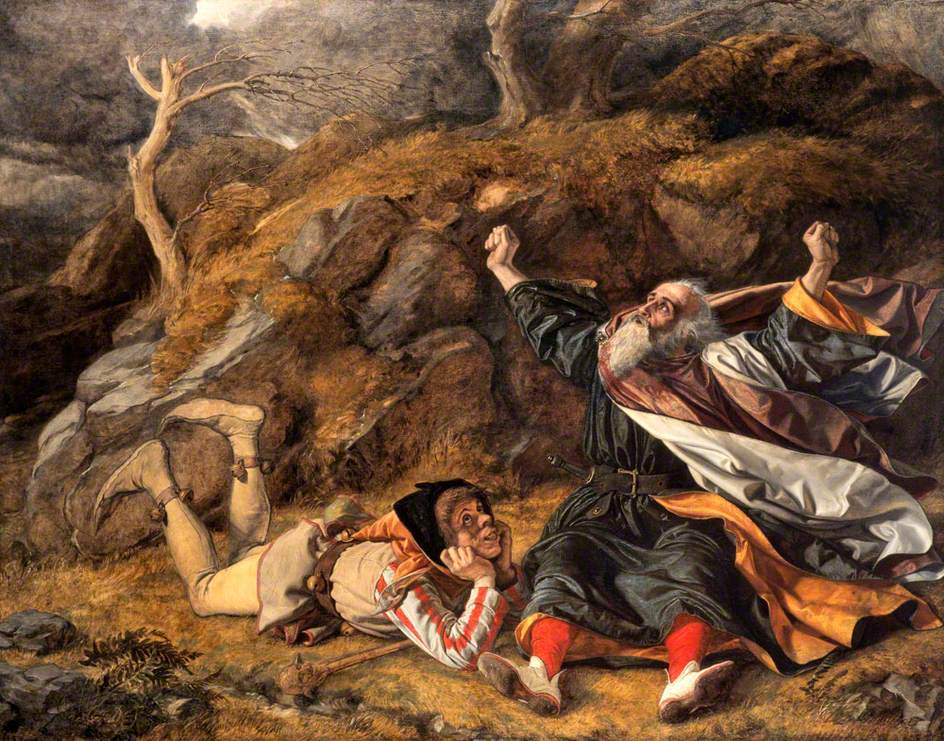
König Lear und der Hofnarr, Gemälde von William Dyce

Mitte des Jahres 1850 zeigte sich aber, dass Cammarano mit dem Text nicht bis Herbst fertig werden würde, so dass Verdi nun den Stiffelio (mit einem Libretto von Francesco Maria Piave) für Triest in Angriff nahm und für das Frühjahr 1851 den Rigoletto für Venedig. Cammarano wurde jetzt aber nicht mit der Fertigstellung von Re Lear, sondern mit dem Libretto für Il trovatore betraut, dessen neuartiger und bizarrer Stoff Verdi zwischenzeitlich fasziniert hatte. Cammarano starb am 17. Juli 1852, er hatte noch nicht einmal das Libretto für Il trovatore ganz fertiggestellt, geschweige denn die Arbeit an Re Lear wiederaufgenommen.
Im April 1853 griff Verdi den Re Lear erneut auf und schickte seine Unterlagen an den Literaten Antonio Somma. Somma hatte bis dahin zwar noch kein Libretto verfasst, verfügte aber über praktische Opernerfahrung als ehemaliger Direktor der Oper Triest. In der folgenden Korrespondenz mit Somma entwickelte Verdi bereits sehr konkrete Vorstellungen über seine neue Oper: "Schon jetzt scheint mir,  dass die Hauptstücke dieser Oper sein werden: Die Introduktion mit der Arie Cordelias; die Sturmszene; die Gerichtsszene; das Duett zwischen Lear und Cordelia und die Schlußszene." Bereits am 12. Juli 1853 lieferte Somma den ersten Teil des Librettos ab, es zeigten sich jedoch grundlegende Probleme bei der Umsetzung des Stoffs. So wies Verdi Somma darauf hin, dass es "extrem schwierig" sei, in der Musik Wirkung zu erzielen, wenn der Text nur aus Dialogen bestünde.; als problematisch erweis sich außerdem die große Anzahl von Szenenwechseln. Anfang September 1853 hatte Somma den zweiten Akt fertiggestellt. Anfang November überwies Verdi an Somma 2000 Lire für die bis dahin durchgeführten Arbeiten, Mitte November wurden Details des dritten und vierten Aktes diskutiert und im Dezember war schließlich die erste Fassung des Librettos fertig.
Ab Anfang 1854 hielt sich Verdi für längere Zeit in Paris auf für die Vorbereitung und die Proben zu Les vêpres siciliennes. Er diskutierte aber immer wieder mit Somma brieflich die weitere Arbeit am Text zu Re Lear. Dabei wurden zum Teil auch schon einzelne Arien, ja sogar einzelne Verszeilen, erörtert, wobei es Verdi immer wieder um Kürzungen und die Zusammenfassung einzelner Szenen ging.  Anfang 1855 erhielt Verdi ein verändertes Libretto, aus dem nun zwei Hauptfiguren gestrichen waren; er übermittelte Somma aber erneute, umfangreiche Detailänderungen. Im April 1855 endete die Arbeit an Re Lear vorläufig und wurde erst 1856 wiederaufgenommen. Im April dieses Jahres lag eine neue vollständige Fassung aller Akte vor, aber ganz zufrieden war Verdi immer noch nicht: "Ich könnte nicht sagen, was es ist, aber es ist etwas darin, das mich nicht befriedigt", schrieb er zum vierten Akt. Die gemeinsame Arbeit von Verdi und Somma am Text zu Re Lear zog sich nun schon über drei Jahre hin, aber es "bleiben Verdi erhebliche Zweifel, ob die Substanz von Shakespeares Drama wirklich angemessen durch Musik abgebildet werden kann."

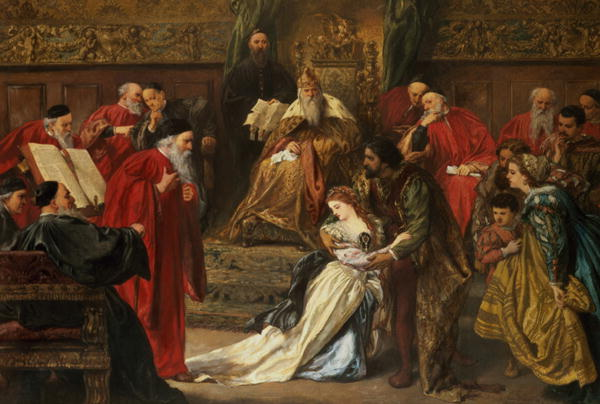
Cordelia am Hof von König Lear (1873), Gemälde von John Gilbert.

Trotzdem schien Mitte des Jahres 1856 die Realisierung des Re Lear unmittelbar bevorzustehen, als Verdi unter anderem mit dem Teatro San Carlo in Neapel über eine neue Oper verhandelte. Verdi stellte nun schon präzise Anforderung für die Besetzung der Hauptrollen, was auf eine zumindest skizzenhafte Komposition der Stimmen schließen lässt. Allerdings waren die von Verdi gewünschten Sänger für Neapel nicht verfügbar, so dass das Projekt abermals vertagt wurde – Verdi schrieb nun Simon Boccanegra (1857) für Venedig, hielt aber weiter an Re Lear fest: Im Juli 1856 teilte er seinem französischen Verleger Escudier mit, er wolle zunächst den Stiffelio (realisiert unter dem Titel Aroldo) umarbeiten, dann Simon Boccanegra fertigstellen und anschließend Re Lear für Neapel komponieren. Dass einzelne Kompositionen aus Re Lear in Simon Boccanegra (wo die Konstellation Vater Tochter eine zentrale Rolle spielt) und in Aroldo (hier die Sturmszene) Eingang fanden, ist zwar aufgrund der zeitlichen Abläufe naheliegend, aber durch nichts belegt, da es keine (erhaltenen) Kompositionsskizzen zu Re Lear gibt.
1857 stellte Verdi jedoch erneut fest, dass die Sänger in Neapel nicht seinen Vorstellungen für einen Re Lear entsprachen, so dass er Mitte 1857 ersatzweise einen neuen Stoff für das San Carlo suchte. Erwogen wurde zunächst eine Umarbeitung seiner Oper La battaglia di Legnano, realisiert wurde schließlich aber eine ganz neue Oper: Un ballo in maschera (mit einem Libretto von Somma), die aus Zensurgründen allerdings nicht in Neapel, sondern 1859 in Rom uraufgeführt wurde.

## Ende des Projekts
Mit dem Scheitern des Projekts in Neapel geriet Re Lear allmählich aus Verdis engerem Blickfeld. 1865 zog er den Stoff zumindest wieder in Betracht, diesmal für Paris; er bezweifelte aber gleich, ob das vorliegende Libretto ausgerechnet für die Opera geeignet sei. Am 8. August 1865 starb Somma, ohne dass sein Libretto einer Umsetzung nähergekommen war. Verdi hatte diese Oper nun offenbar abgeschrieben, allerdings immer noch nicht ganz. So stimmte er beispielsweise 1868 der Aufnahme des Librettos im Rahmen der Herausgabe von Sommas gesammelten Werken explizit nicht zu, behielt sich also die weitere Verwendung vor, ohne aber konkrete Schritte zu unternehmen.

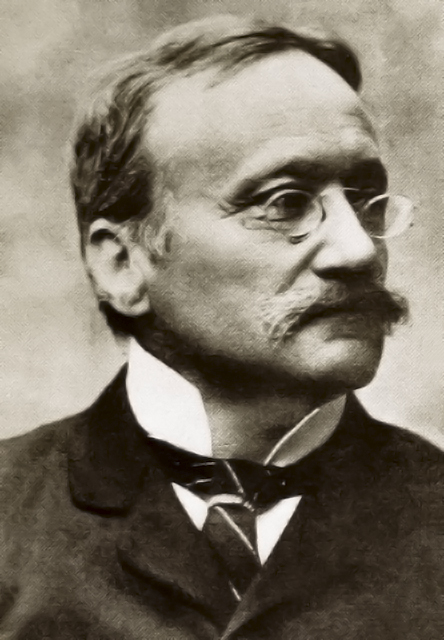
Arrigo Boito

Während der Arbeit an Otello (ab 1880) kam Verdi gelegentlich auf Re Lear zu sprechen, jedoch nicht im Sinne einer geplanten Oper, der Text war ihm aber offenbar noch immer präsent. Nach der Uraufführung von Falstaff (1893), gab es in der Presse Gerüchte, Verdi und sein Librettist Boito arbeiteten an einer weiteren Shakespeare-Oper, namentlich an einem Re Lear. Boito soll tatsächlich entsprechende Überlegungen angestellt haben; einer Anekdote des Verdi-Biographen Nardi zufolge soll Giuseppina Verdi die Verfolgung dieser Pläne mit Rücksicht auf die Gesundheit Verdis jedoch unterbunden haben. In Boitos Nachlass fand sich jedenfalls ein Personenverzeichnis zu einem Re Lear. In diesem Zusammenhang ist ein von Pietro Mascagni überlieferter Bericht interessant: Der 85-jährige Verdi hatte demnach gehört, dass Mascagni selbst an einem Re Lear arbeitete und dem jungen Kollegen daraufhin sein Studienmaterial angeboten. Zugleich habe er aber durchblicken lassen, von dem Stoff überfordert gewesen zu sein, woraufhin Mascagni sein Projekt natürlich fallengelassen habe: „In meinem ganzen Leben habe ich nie wieder das Thema Re Lear angeschnitten.“ (Das Gespräch muss im Frühjahr 1898 stattgefunden haben.)
Über die Gründe für das Scheitern des Projekts Re Lear nach einer zeitweise recht intensiven Befassung mit dem Stoff hat sich Verdi nie explizit geäußert. Neben dem Fehlen geeigneter Interpreten, als in Neapel eine konkrete Möglichkeit zur Realisierung bestand, hatte Verdi auch immer grundsätzliche Zweifel, ob es möglich war, den komplexen Stoff in ein Libretto umzusetzen, und schließlich auch eingesehen, „dass nicht alle Dramen des Sprechtheaters für die Oper geeignet sind“. Trotz der Qualitäten scheint aber Sommas Libretto auch nicht der Kompositionsweise Verdis entsprochen zu haben; eine Zusammenarbeit mit Boito hätte möglicherweise trotz der Schwierigkeiten des Stoffes zu einem erfolgreichen Ende führen können.
Da Verdi 1856/57 bereits über Besetzungsfragen und über Details von Arien nachdachte, ist es wahrscheinlich, dass er einigermaßen konkrete Vorstellungen über die Komposition hatte, auch wenn er davon nichts aufgeschrieben hatte; dies würde durchaus seiner üblichen Arbeitsweise entsprechen, denn er hatte auch bei anderen Opern recht spät mit der Niederschrift der Partitur begonnen. Es gab jedoch immer wieder Vermutungen, Verdi habe eine bereits fertige Partitur von Re Lear selbst vernichtet oder eine solche würde sich sogar noch in den Archiven des Ricordi-Verlages befinden und würde eines Tages zum Vorschein kommen. In beiden Fällen handelt es sich jedoch um durch nichts belegte Legenden.